# Mictyridae
De Mictyridae is een kleine familie van de superfamilie Ocypodoidea uit de infraorde krabben (Brachyura).

## Systematiek
De Mictyridae omvat slechts één geslacht:
- Mictyris  Latreille, 1806